# Rostock-Laage repülőtér

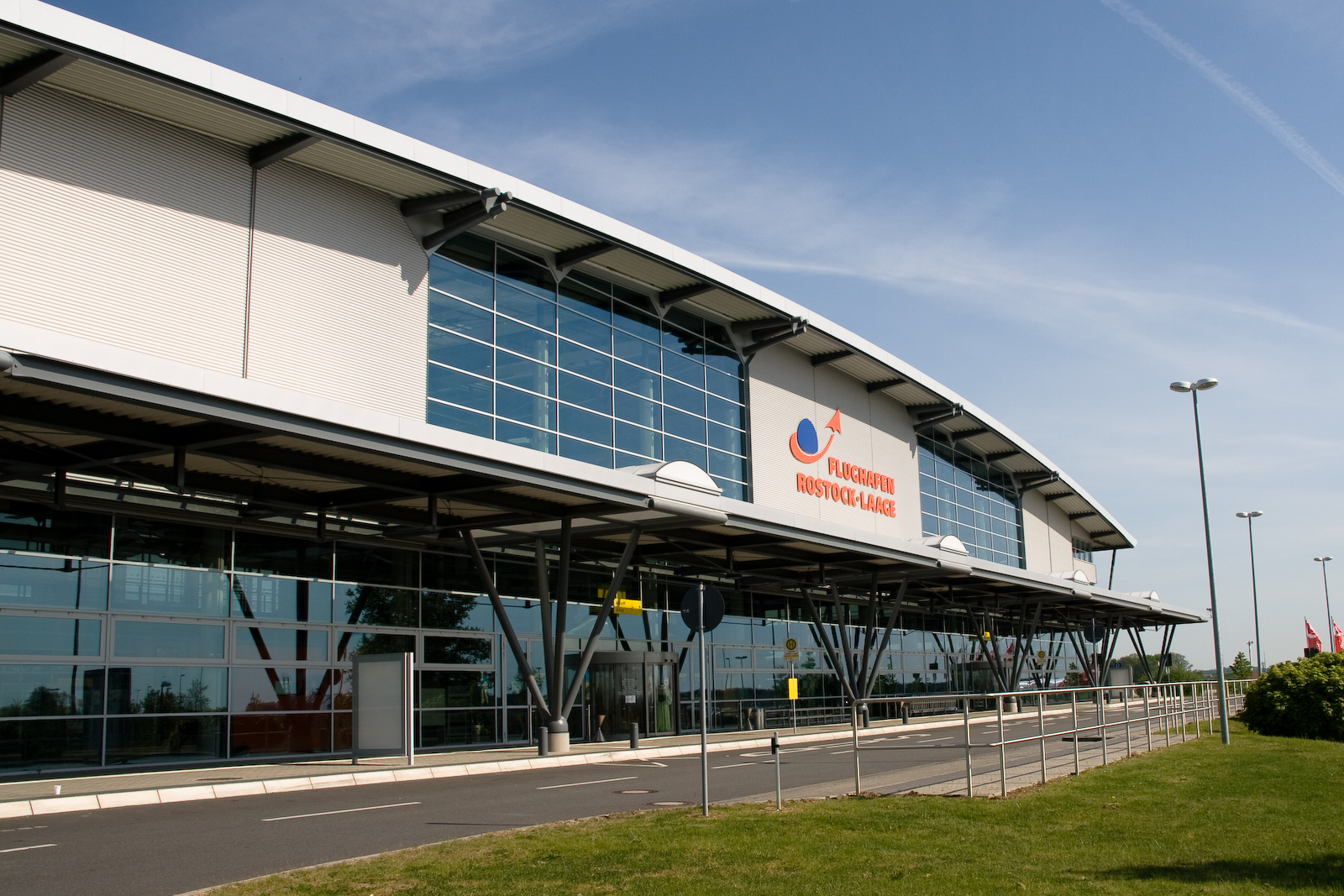
Repülőtér Laage, bejárat a terminál fele

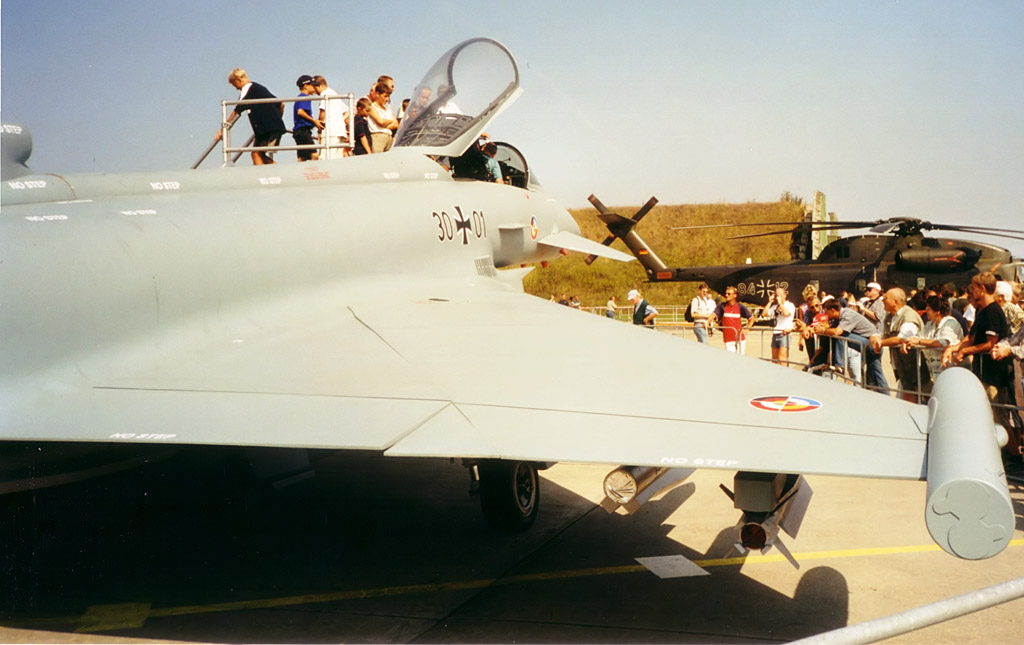
Az Eurofighter Laageban

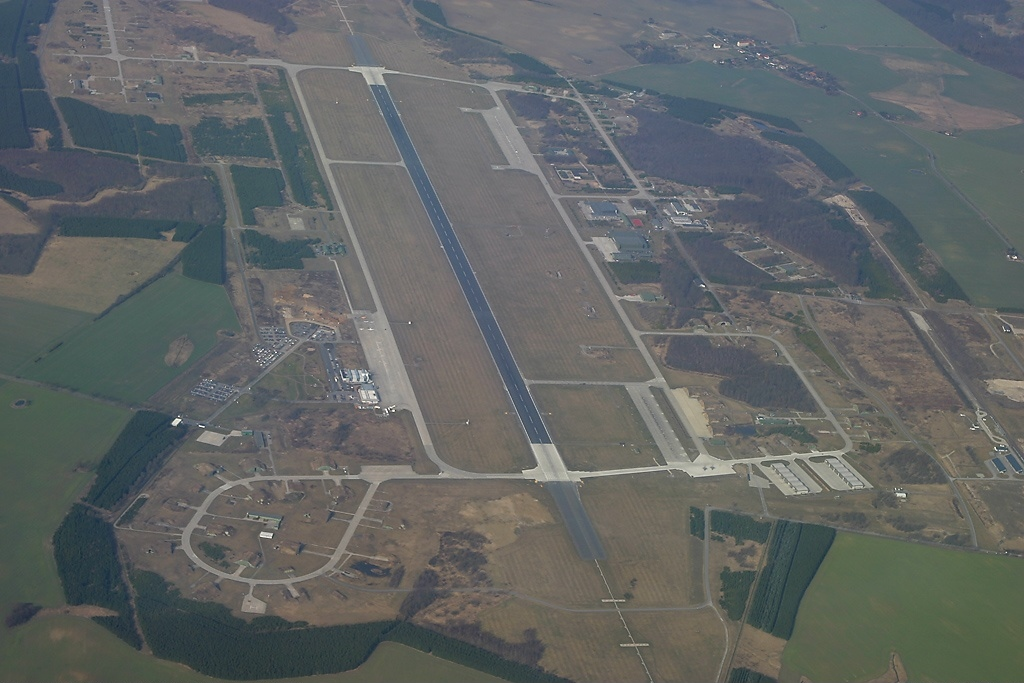
A repülőtér légifotója

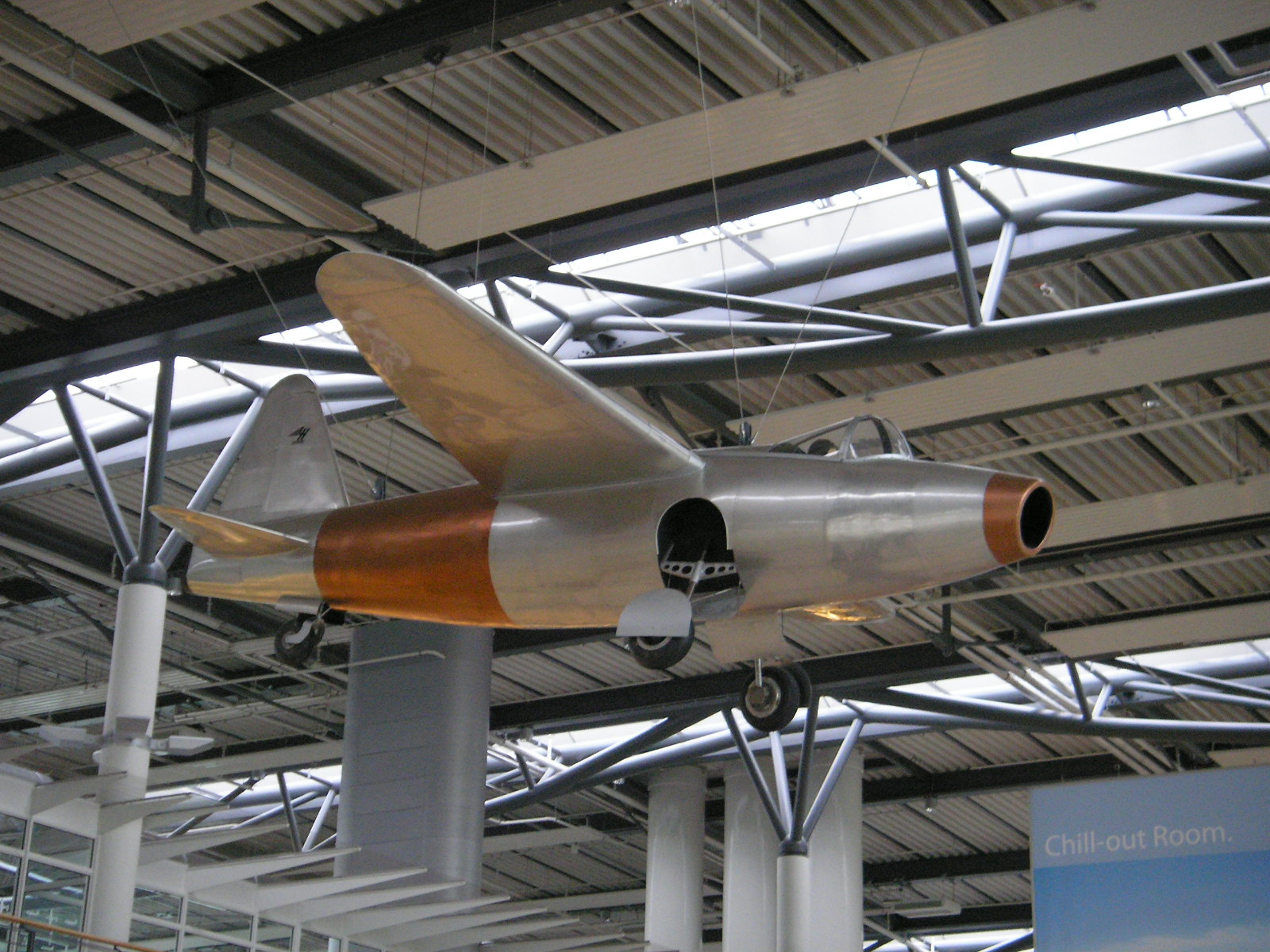
A Heinkel He 178 másolata a Rostock-Laage repülőtéren

A Rostock-Laagei repülőtér (németül Flughafen Rostock-Laage, IATA: RLG, ICAO: ETNL) nemzetközi repülőtér Németországban. Mecklenburg-Elő-Pomeránia legnagyobb repülőtere. Éves utasforgalma 60 997 fő (2022).
Rostock központjától 28 km-re délre, a Laage város területén található. A repülőteret a turisták és üzletemberek mellett a FC Hansa Rostock labdarúgócsapathoz érkező vendégdrukkerek használják.

## Megközelítése
Rostock Hauptbahnhof és a repülőtér között buszjárat közlekedik.

## Légitársaságok és úticélok
2024-ben a Rostock-Laage repülőtérről az alábbi járatok indulnak (Utoljára frissítve: 2024-11-2):
| Légitársaság      | Célállomások                   |
| ----------------- | ------------------------------ |
| Condor            | Szezonális: Palma de Mallorca  |
| Corendon Airlines | Szezonális: Antalya, Heraklion |

## Utasforgalom
Az utasforgalom az elmúlt években az alábbi módon változott:
| Utasok száma | 99 845 | 135 129 | 175 888 | 192 744 | 161 812 | 203 990 | 169 945 | 250 200 | 148 165 | 60 997 |
|              | 2000   | 2002    | 2005    | 2007    | 2009    | 2012    | 2014    | 2016    | 2019    | 2022   |

## Története
1984-ben az NDK légiereje építette és katonai célokra használta a Laage-repülőteret. 1990 után a Luftwaffe vette át a repülőtér üzemeltetését, de a létesítmény javarészt kihasználatlan volt, ezért megnyitották a civil légiforgalom előtt is. Rostock városa hamarosan megszerezte az üzemeltető vállalkozás tulajdonjogát és felépítette az első utasokat kiszolgáló létesítményeket. A Balti-tengernél megélénkülő idegenforgalom miatt 2002-ben az állam a repülőtér bővítése mellett döntött, így három év múlva megnyílt az évi 300 000 utas kiszolgálására alkalmas új terminálépület.  
2007 júniusában a heiligendammi G8-találkozó repülőtéré volt.